# Спайс бойз (фильм)
«Спайс бойз» — фильм 2019 года режиссёра Владимира Зенкевича, снятый по его собственному сценарию.
Фильм основан на реальных событиях, произошедших в белорусском городе Гомеле в 2014 году и рассказывает о том, как компания молодых людей решила устроить вечеринку в загородном особняке накануне свадьбы главного героя.
Фильм был показан на фестивалях Ravenheart (Осло, Норвегия), Grenzland-Filmtage Selb (Селб, Германия) и ММКФ.

## Сюжет
Молодые люди Чистый, Ламбада и Колбаса решают устроить мальчишник перед свадьбой Чистого с девушкой Инной. Для этого они снимают загородный дом у некоего дяди Жоры, которого они уверяют, что всё мероприятие пройдёт спокойно и ему нечего волноваться. Алкоголя им мало, они решают вызвать в дом девушек и оторваться по полной. Один из них вызвался достать наркосодержащие вещества, так называемые «спайсы». Результат приёма веществ оказывается чудовищным: дом разгромлен, несколько участников вечеринки и случайные свидетели погибают. В конце фильма демонстрируется интервью одного из оставшихся в живых, но ставшего инвалидом прототипа главного героя.

## Критика
А. Коростылёва невысоко оценила игру актёров, затянутый сюжет и трэшовую фабулу.

## В ролях
- Маргарита Аброськина — Василиса
- Александр Головин — Чистый
- Александр Тарасов — Ламбада
- Владимир Аверьянов — Колбаса
- Анна Андрусенко — Инна
- Михаил Горевой — дядя Жора
- Владимир Сычёв — Лось, криминальный авторитет
- Алексей Маслодудов — Соловей, наркоторговец